# Мрыкин, Александр Григорьевич
Александр Григорьевич Мры́кин (1905 — 1972) — советский военный деятель, генерал-лейтенант Советской армии, участник Великой Отечественной войны. Герой Социалистического Труда. Лауреат Сталинской премии первой степени.

## Биография
Родился 15 августа 1905 года в Самаре. В 14 лет окончил среднюю школу, работал на одном из самарских заводов. В 1926 году вступил в ВКП(б).
В 1928 году поступил в МХТИ. В 1932 году после преобразований в институте стал курсантом ВАХЗ. В 1934 году окончил эту академию.
После окончания учёбы занимал разные должности, работал инженером на химическом полигоне, затем в Биотехническом институте РККА.
В ноябре 1937 года был арестован сотрудниками ОГПУ. В 1938 году выпущен на свободу, а через некоторое время (в марте 1938 года) продолжил службу в РККА. В мае 1940 года был назначен на должность начальника лаборатории в ВАХЗ.
В ноябре 1940 года стал старшим помощником начальника отдела ГАУ РККА. Принимал самое активное участие в разработке реактивных снарядов для системы реактивных миномётов «Катюша».
Во время Великой Отечественной войны продолжал службу в ГАУ. Занимал должность заместителя начальника Управления по производству вооружения и боеприпасов Гвардейских миномётных частей РККА.
После победы продолжил службу в ВС СССР. В 1945 году был отправлен в Германию, участвовал в работах по розыску и демонтажу нацистского реактивного вооружения.

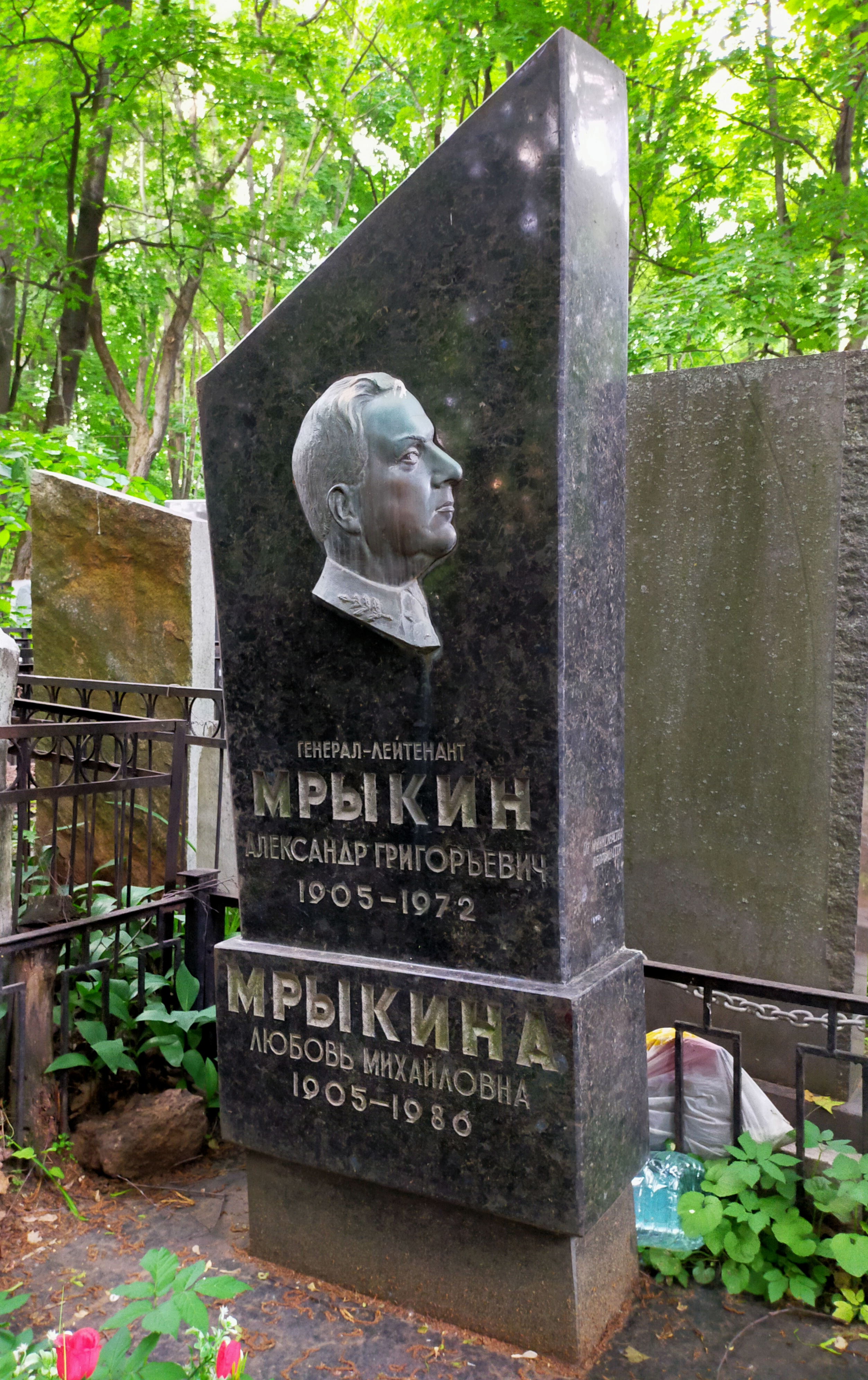
Могила А. Г. Мрыкина на Введенском кладбище

В апреле 1946 года Мрыкин назначен на должность начальника 4-го управления ГАУ ВС СССР. На этой должности занимался вопросами по созданию отечественной космонавтики, сотрудничал с «отцом» космонавтики — С. П. Королёвым.
В мае 1953 года назначен на должность начальника Управления опытно-конструкторских и научно-ислледовательских работа Управления заместителя командующего артиллерией ВС СССР.
В августе 1959 года занял пост первого заместителя начальника Реактивного вооружения ВС СССР.
В апреле 1960 года стал председателем Научно-технического комитета — первым заместителем начальника Главного управления ракетного вооружения РВСН СССР. В этом же году — член Государственных комиссий по лётным испытаниям практически всех разработанных в те годы в СССР межконтинентальных баллистическических ракет.
Принимал участие в подготовке запуска и запуске первого в мире искусственного спутника планеты и первого в мире космонавта Ю. А. Гагарина.
В сентябре 1962 года назначен на должность первого заместителя начальника Главного управления ракетного вооружения РВСН СССР.
В апреле 1965 года начал работу в Научно-исследовательском институте № 88 (Министерство общего машиностроения СССР).
В 1969 году назначен на должность первого заместителя директора НИИ № 88
В марте 1972 года ушёл в отставку в звании генерал-лейтенанта.
В отставке возглавлял межведомственную комиссию по изучению истории ракетно-космической техники.
Умер 6 октября 1972 года. Похоронен на Введенском кладбище (29 уч.).

## Награды и премии
- Герой Социалистического Труда (17 июня 1961 года) — за успешное выполнение запуска первого в мире пилотируемого космического аппарата
- три ордена Ленина
- Сталинская премия первой степени (1943) — за разработку новых типов вооружения
- орден Октябрьской революции
- два ордена Красного Знамени
- орден Отечественной войны I степени
- два ордена Красной Звезды
- медали